# Caramello

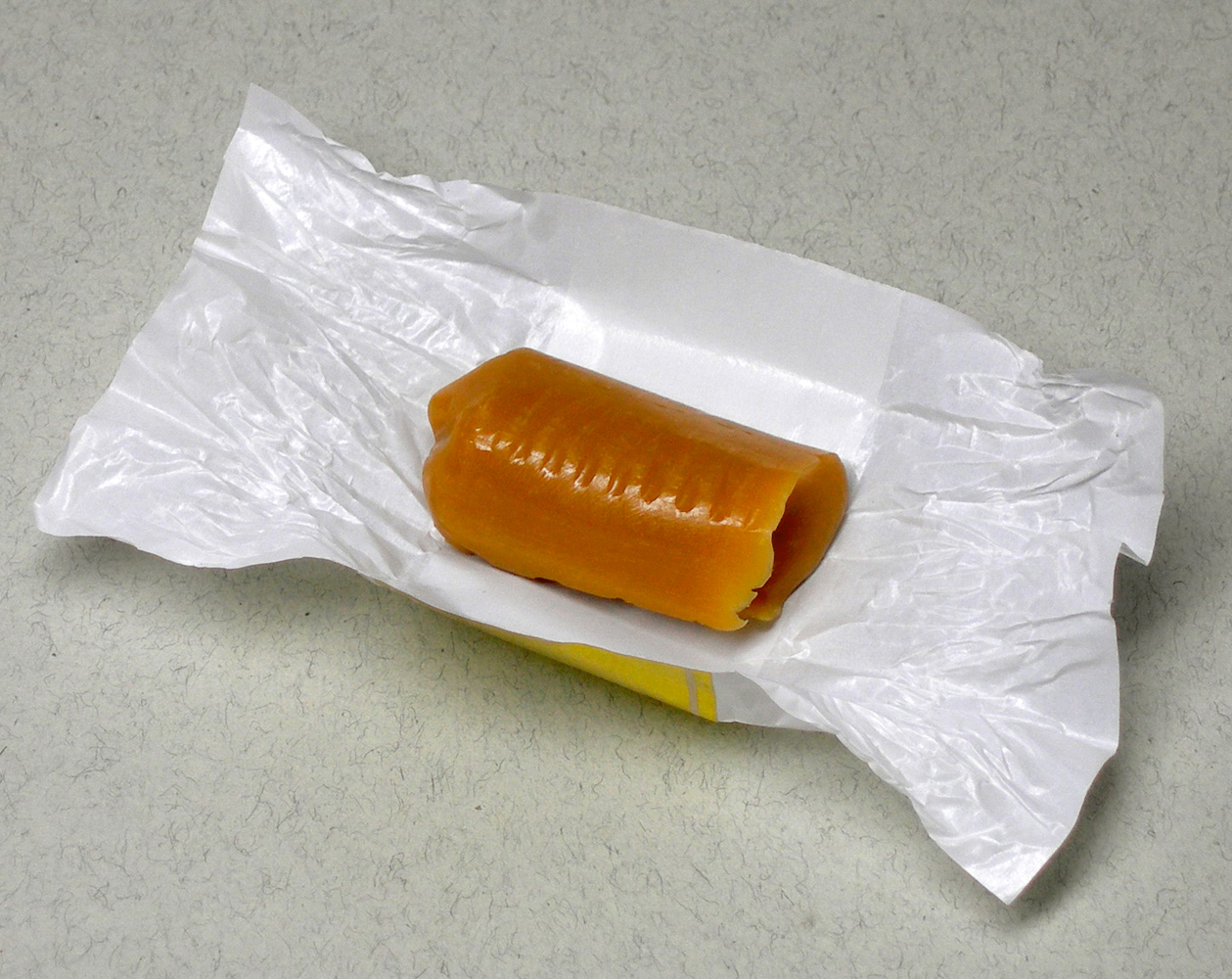
Caramella Toffee

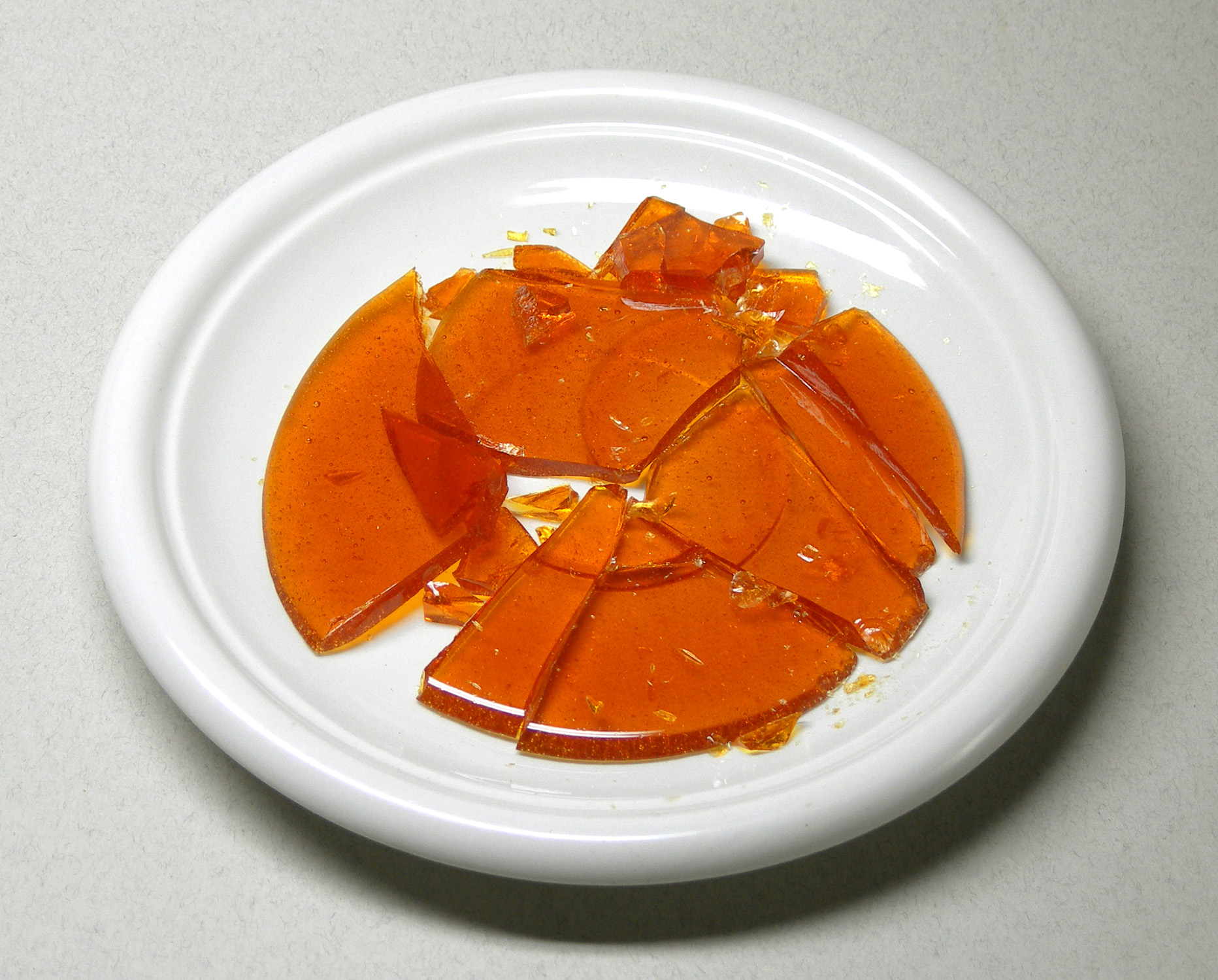
Caramello solido

Il caramello è il risultato della cottura del saccarosio sino alla sua fusione, che avviene oltre i 160 °C. Con il caramello si procede a caramellare preparazioni dolci e salate. La tecnica è applicata per effetto del calore, diretto o indiretto e trova un ampio uso in cucina e in pasticceria.

## Preparazione e aspetto
Solitamente il caramello si ottiene mettendo in una casseruola di rame stagnato o di acciaio dello zucchero e un goccio d'acqua. Si porta il fuoco a fiamma media e si mescola sino a raggiungere i gradi di cottura dello zucchero desiderati: il Caramello chiaro, che si raggiunge a 160-170° o il Caramello scuro (o bruno), che si raggiunge a 165-177°. Oltre tali temperature lo zucchero brucia divenendo amaro e inutilizzabile.

### Caramello chiaro o biondo
Il caramello chiaro è di colore biondo, simile a quello del miele di Acacia e resta semiliquido. Viene utilizzato come salsa su dessert quali: panna cotta, charlotte, creme in tazza o gelati, soprattutto se in coppa. Non mancano sue applicazioni anche nel salato, in accompagnamento a carni di maiale e talvolta di selvaggina o verdure. Viene talvolta preparato per cottura a bagnomaria in un polsonetto. La cottura di questo tipo garantisce, infatti, un maggior controllo sul risultato e riduce il rischio di far scurire troppo il composto, passando al grado di caramello scuro.

### Caramello scuro (o bruno)
Il caramello scuro (detto anche caramello bruno) è di colore decisamente ambrato e resta semiliquido per brevissimo tempo, cristallizzandosi nella forma in cui lo si è lasciato non appena si sia freddato. Viene utilizzato sostanzialmente solo in pasticceria per foderare le pareti di stampi dove si andranno a cuocere dolci quali il Bonet, la Crème caramel e simili. Nella cottura a bagnomaria che questi dolci richiedono, il caramello scuro penetra nel dolce stesso formando una sorta di crosticina. Quando non penetra si scioglie per effetto del calore in un liquido leggero color ambra. Il caramello scuro è anche alla base di dolci antichi quali i croccanti e le varie noci pralinate.
Il caramello scuro viene usato spesso per creare decorazioni a completamento di dolci o pasticceria minuta di una certa elaborazione. Tra le decorazioni più usate troviamo i cestini di filo, i pizzi e vari tipi di copertura. I cestini di filo e i pizzi si ottengono con il medesimo principio: si fa colare un filo sottile di caramello sopra una forma opportunamente resa antiaderente, ad esempio il retro di una ciotola tonda. Cristallizzandosi, i fili mantengono la forma e possono venire usati come decorazioni o come piccoli contenitori di creme o frutta. I pizzi vengono solitamente eseguiti in piano, seguendo un disegno traforato: cuori, fiori, monogrammi sono i più usati.
La crosta del pane è croccante grazie alla caramellizzazione degli zuccheri della farina.

### Salsa di caramello scuro e toffee
In alcune preparazioni si desidera avere un caramello liquido, ma di gusto più deciso e di colore più scuro di quanto ottenibile con il caramello biondo: è spesso il caso dei gelati, delle bombe gelate, di alcune millefoglie. In questi casi si prepara un caramello scuro e, quando sia quasi cotto ed abbia raggiunto la sua consistenza sciropposa, vi si versa una pari quantità d'acqua bollente sopra. Il caramello scuro si scioglierà poco a poco, dando luogo ad una salsa variabilmente densa, che non cristallizzerà, conservandosi a lungo.
Con la medesima tecnica, ma usando latte anziché acqua, si prepara il toffee. Una comune variante alla ricetta prevede l'uso della panna liquida in sostituzione, completa o parziale, del latte.

### Miele caramellato
Il caramello come lo conosciamo oggi, è quello ricavato dallo zucchero della barbabietola raffinato, cioè il comune zucchero bianco da cucina. Tuttavia tutti gli zuccheri caramellano se sottoposti ad adeguato trattamento. Il miele caramellato è più lungo da ottenere dato il suo contenuto in acqua, ma dà luogo a preparazioni di gusto delicato e particolare, la più famosa delle quali è senza dubbio il torrone. Per caramellare il miele si lavora, di solito, a bagnomaria in un polsonetto.

## Caramellatura di un cibo in fase di cottura
Un'altra tecnica frequentemente in uso è quella della caramellatura in cottura. È solitamente applicata a carni e verdura, cui spesso si accompagna una nota di agro, dando luogo ai vari piatti in agrodolce, molto amati in diversi paesi del mondo. È una caramellatura leggera, che si attua su cibi che cuociano a stufare. Si aggiunge dello zucchero o del miele alla preparazione e si continua la cottura a lungo ed a fuoco lento.
Il caramello si scioglie con i succhi generati dal cibo e diviene salsa, con cui si avrà cura di spennellare la superficie della preparazione prima di servire. Questo produce una superficie più liscia, setosa e lucida. Tra i piatti più noti ricordiamo le carni in agrodolce, specie di maiale e di pollo, le carote caramellate e alcune verdure in agrodolce: zucchine, cipolline, rape. Alcune antiche ricette con la selvaggina di derivazione medioevale sono state recentemente riscoperte e spesso usano una commistione di dolce e salato che talvolta vede l'uso della caramellatura. Possono essere stufate, arrostite o in crosta.

## Caramello di sintesi
Il caramello di sintesi, anche noto come E150 nella classificazione internazionale, è un prodotto utilizzato come colorante e aromatizzante. Esistono quattro differenti sigle: con la sigla E150a viene indicato il caramello semplice (o puro); con la sigla E150b il caramello solfito caustico; con la sigla E150c il caramello ammoniacale e con la codifica E150d caramello solfito-ammoniacale (presente nella Coca-Cola).